# Polystachya perrieri
Polystachya perrieri är en orkidéart som beskrevs av Rudolf Schlechter. Polystachya perrieri ingår i släktet Polystachya och familjen orkidéer. Inga underarter finns listade i Catalogue of Life.